# Équipe d'Algérie féminine de volley-ball en 2008
L'Équipe d'Algérie de volley-ball féminin participera en 2008 aux Jeux olympiques (9-24 août).

## Les matchs des A
| Date         | Lieu                                            | Adversaire | Score                         | Durée  | Compétition | Meilleur marqueur | Référence |
| 9 août 2008  | Beijing Institute of Technology Gymnasium Pékin | Brésil     | 0-3 (11-25 11-25 10-25)       | 0 h 57 | JO          | Lydia Oulmou (5)  | [ 1 ]     |
| 11 août 2008 | Beijing Institute of Technology Gymnasium Pékin | Serbie     | 0-3 (14-25 13-25 13-25)       | 1 h 1  | JO          | Lydia Oulmou (11) | [ 2 ]     |
| 13 août 2008 | Beijing Institute of Technology Gymnasium Pékin | Italie     | 3-0 (25-7 25-20 25-12)        | 0 h 54 | JO          | Lydia Oulmou (8)  | [ 3 ]     |
| 15 août 2008 | Beijing Institute of Technology Gymnasium Pékin | Russie     | 0-3 (11-25 19-25 10-25)       | 0 h 59 | JO          | Lydia Oulmou (8)  | [ 4 ]     |
| 17 août 2008 | Beijing Institute of Technology Gymnasium Pékin | Kazakhstan | 3-1 (25-18 25-20 17-25 25-16) | 1 h 23 | JO          | Faïza Tsabet (20) | [ 5 ]     |

Légende: A : match amical / JO : match de la Jeux olympiques 2012.

## Les joueurs en A
| Joueurs                   |             |             |             |             |             |
| Mélinda Hennaoui          | NP          | NP          | NP          | NP          | NP          |
| Sehryne Hennaoui          | NP          | NP          | NP          | NP          | NP          |
| Nassima Saleha Benhamouda | (4pts)      | (3pts)      | (1pt)       | (2pts)      | (6pts)      |
| Raouya Rouabhia           | (2pts)      | a participé | NP          | (5pts)      | (3pts)      |
| Narimene Madani           | (3pts)      | a participé | (2pts)      | NP          | NP          |
| Fatima Zahra Oukazi       | a participé | (1pt)       | (3pts)      | (2pts)      | (2pts)      |
| Mouni Abderrahim          | (4pts)      | (5pts)      | (5pts)      | (3pts)      | (15pts)     |
| Safia Boukhima            | NP          | a participé | a participé | a participé | (7pts)      |
| Nawal Mansouri            | a participé | a participé | a participé | a participé | a participé |
| Faïza Tsabet              | (4pts)      | (5pts)      | (4pts)      | (5pts)      | (20pts)     |
| Lydia Oulmou              | (5pts)      | (11pts)     | (8pts)      | (8pts)      | (12pts)     |
| Tassadit Aissou           | NP          | a participé | NP          | NP          | NP          |

## Les sélections

### Sélection pour lesJeux olympiques d'été de 2008
| No                                        | Nom                                       | Date de naissance                         | Taille | Poids | Poste                        | Club                         |
| ----------------------------------------- | ----------------------------------------- | ----------------------------------------- | ------ | ----- | ---------------------------- | ---------------------------- |
| 1                                         | Mélinda Hennaoui                          | 18 mars 1990                              | 178    | 68    | Réceptionneur-attaquant      | Istres Sports Volley-Ball    |
| 2                                         | Sehryne Hennaoui                          | 10 janvier 1988                           | 172    | 69    | Passeur                      | Istres Sports Volley-Ball    |
| 4                                         | Nassima Saleha Benhamouda                 | 20 octobre 1973                           | 180    | 67    | Central                      | GSP (ex MC Alger)            |
| 7                                         | Raouya Rouabhia                           | 25 juin 1978                              | 178    | 67    | Réceptionneur-attaquant      | Aix Venelles VB              |
| 9                                         | Narimene Madani                           | 12 mars 1984                              | 180    | 62    | Réceptionneur-attaquant      | GSP (ex MC Alger)            |
| 10                                        | Fatima Zahra Oukazi                       | 18 janvier 1984                           | 175    | 67    | Passeur                      | GSP (ex MC Alger)            |
| 11                                        | Mouni Abderrahim                          | 19 novembre 1985                          | 173    | 60    | Réceptionneur-attaquant      | ASW Bejaia                   |
| 12                                        | Safia Boukhima                            | 10 janvier 1991                           | 176    | 64    | Réceptionneur-attaquant      | ASW Bejaia                   |
| 13                                        | Nawal Mansouri                            | 1er août 1985                             | 172    | 65    | Libero                       | NC Béjaïa                    |
| 14                                        | Faïza Tsabet                              | 22 mars 1985                              | 183    | 79    | Réceptionneur-attaquant      | Istres Sports Volley-Ball    |
| 17                                        | Lydia Oulmou                              | 2 février 1986                            | 186    | 70    | Central                      | La Rochette VB               |
| 18                                        | Tassadit Aissou                           | 19 juin 1989                              | 183    | 70    | Réceptionneur-attaquant      | ASW Bejaia                   |
|                                           |                                           |                                           |        |       |                              |                              |
| Encadrement technique                     | Encadrement technique                     |                                           |        |       | Légende                      | Légende                      |
| Entraîneur : Ikhedji Mouloud              | Entraîneur : Ikhedji Mouloud              | Entraîneur : Ikhedji Mouloud              |        |       | : Capitaine                  | : Capitaine                  |
| Entraîneur(s) adjoint(s) : Boussaid Salah | Entraîneur(s) adjoint(s) : Boussaid Salah | Entraîneur(s) adjoint(s) : Boussaid Salah |        |       | : Joueur blessé actuellement | : Joueur blessé actuellement |